# Sera (Népal)
Pour les articles homonymes, voir Sera.
Sera (en népalais : सेरा) est un comité de développement villageois du Népal situé dans le district d'Achham. Au recensement de 2011, il comptait 2 716 habitants.